# 当麻蹴速

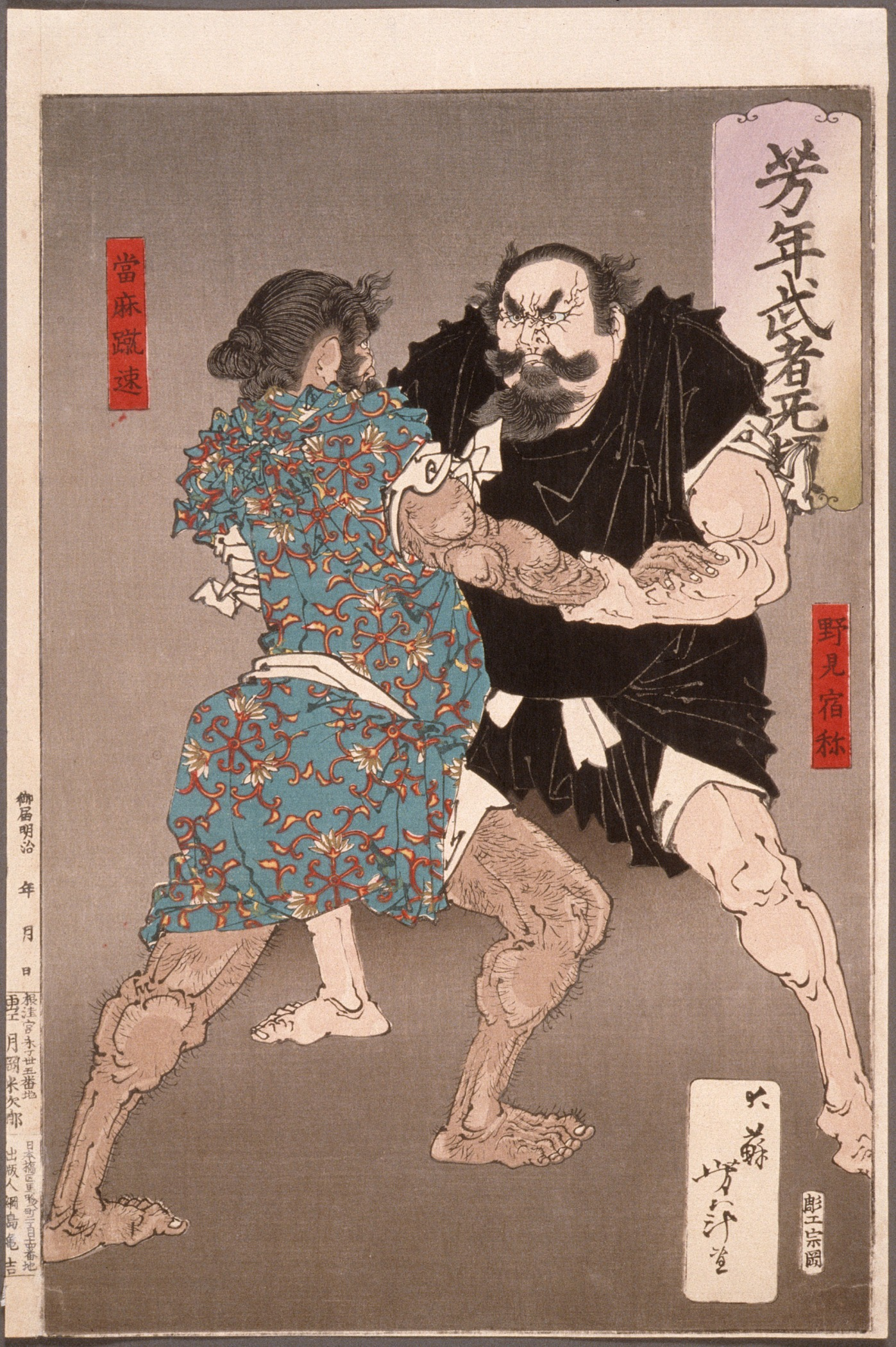
野見宿禰と角力を取る当麻蹴速
（月岡芳年『芳年武者无類』より）

当麻蹴速（たいまのけはや、たぎまのけはや、タエマクエハヤ、當麻蹶速、生年不明 - 垂仁天皇7年7月7日）は、垂仁天皇の時代に勇名をはせたと伝わる人物である。

## 解説

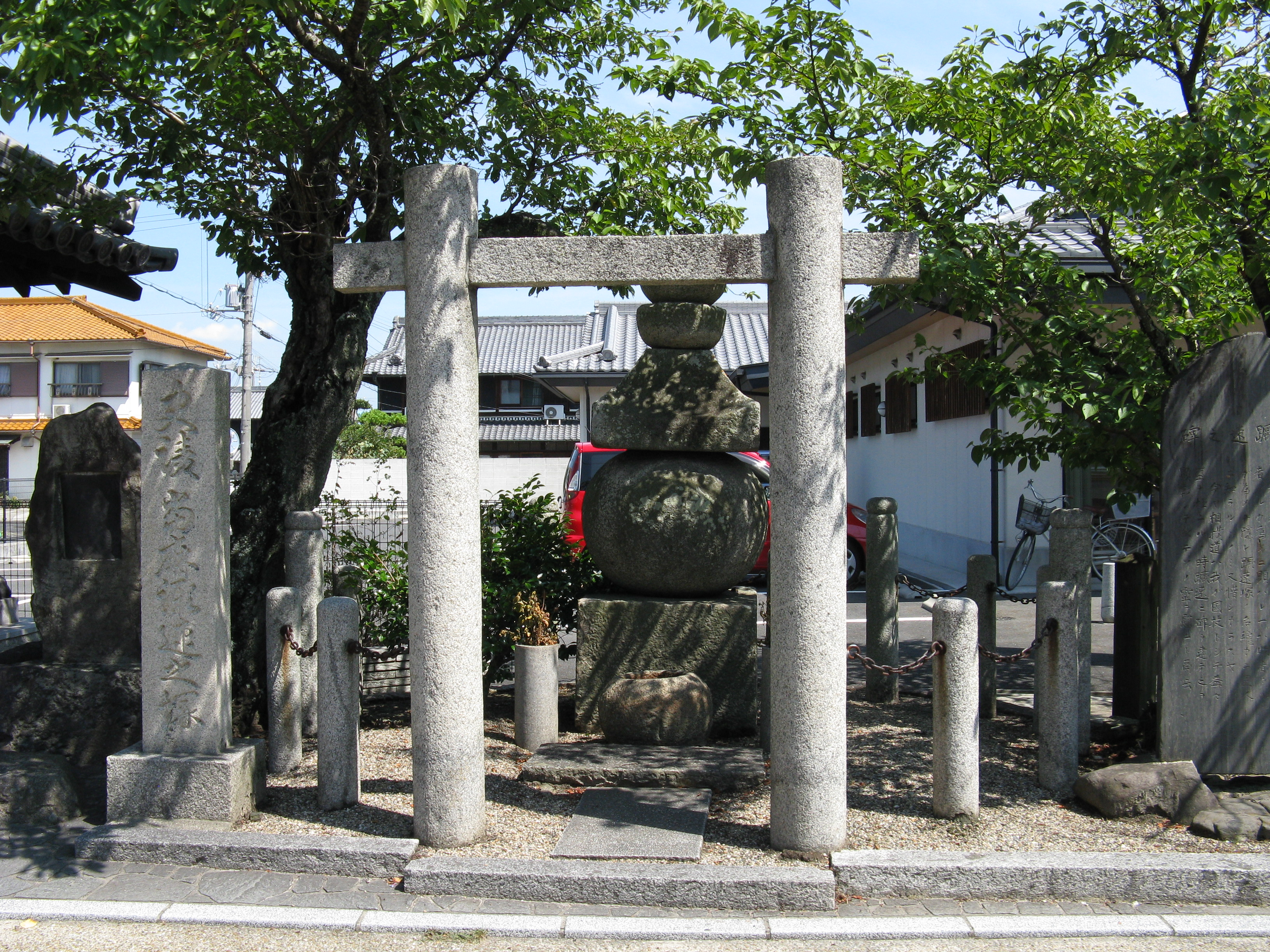
當麻蹶速塚

『日本書紀』によれば、蹴速は大和国の当麻邑（たいまのむら、現奈良県葛城市當麻）に住み、強力を誇って生死を問わない勝負をする者を欲していたため、これを聞いた垂仁天皇が出雲国から勇士であると評判の野見宿禰を召し寄せ、捔力（すまひ）で対戦させたところ、互いに蹴り合った後に、蹴速は宿禰に腰を踏み折られて死んだといい、蹴速の土地は没収されて勝者の野見宿禰の土地となったという。
「蹴速」という名前は、蹴り技の名手であったことを示すために名付けられたと推測されている。また、葛城市當麻には蹴速の塚と伝わる當麻蹶速塚がある。また、同地の當麻山口神社・一の鳥居北側付近は、蹴早の屋敷跡と伝えられている。
後世、野見宿禰と共に相撲の神とされ、両者が相撲を取った地であると伝える奈良県桜井市の穴師坐兵主神社の摂社、相撲神社に野見宿禰とともに祀られている。

## 脚註
1. ↑  『日本紀』垂仁天皇7年7月乙亥（7日）条。ちなみに後世の7月7日の相撲節会はこの日に因むという（『類聚国史』歳時部相撲条）。
2. ↑  なお、『古事記』開化天皇の段に、皇孫である小俣王（こまたのみこ）の後裔として「当麻勾君（たいまのまがりのきみ）」という氏族が見えるが、蹴速との関係は不明である。
3. ↑  “當麻蹶速塚”.   葛城市 (2021年3月1日). 2025年6月1日閲覧。

## 参考資料
- 「相撲の歴史」（長谷川明）